# Erebia fuorni
Erebia fuorni är en fjärilsart som beskrevs av Francois Jules Pictet de la Rive 1935. Erebia fuorni ingår i släktet Erebia och familjen praktfjärilar. Inga underarter finns listade i Catalogue of Life.